# Ďáblova past
Ďáblova past je československý černobílý film z roku 1961 natočený režisérem Františkem Vláčilem podle románu Mlýn na ponorné řece spisovatele Alfreda Technika. Film pojednává o mlynářské rodině Spálených a odehrává se na blíže neurčeném místě, které lze přibližně situovat do oblasti Moravského krasu. Děj nás zavádí do 18. století a je celý prodchnutý mystickou atmosférou snažící se poukázat na zdánlivě tajemné přírodní úkazy. V příběhu lze vypozorovat dva odlišné světy – svět zdravého selského rozumu symbolizovaný starým mlynářem a svět feudální moci symbolizovaný regentem a podporovaný novým místním kaplanem.

## Děj
Pro příběh je zcela zásadní oblast, ve které se odehrává. Starý svobodný mlynář stále hledá vodu a nachází různé duté prostory pod zemí a další přírodní úkazy, které si ostatní lidé neumí vysvětlit. Jeho mlýn stojí na řece tekoucí pod zemí. V místním kraji se vypráví mnoho příběhů, ve kterých vystupuje ďábel. Někteří lidé dokonce tvrdí, že mlynář je s ďáblem ve spojení, který mu za to vypomáhá. Když nastane sucho, mlynář objeví pramen. To velmi rozradostní místní lid, který právě začal žehrat na vrchnost, která se rozhodla požadovat poplatek i za vodu určenou k pití. Regent se s biskupem rozhodnou proti mlynáři zakročit, i proto, že mlynář neváhá v případě potřeby se postavit za dělný lid. Biskup povolá nového kaplana. Regent však ví, že nově příchozí není obyčejný kaplan, ale zcela evidentně vysoký církevní hodnostář, který má za úkol mlynáře zkrotit. Kaplan vystupuje zpočátku jako ochránce obyčejných lidí, nakonec se však pokusí mlynáře ponížit a zlomit. Mlynář se však ztratí, což neopomene kaplan zdůraznit při mši. Přede všemi obviní mlynáře z neposlušnosti a vyzve své ovečky, aby proti mlynáři sami zakročili. Ti však neposlechnou a odejdou domů. Ponížený kaplan se vydá mlynáře vyhledat.
Během filmu se divák dozvídá o historii rodiny Spálených. Říká se jim tak od dob Třicetileté války, kdy byl mlýn vypálen švédskými vojáky. Rodina tehdejšího mlynáře se však později objevila na mši v kostele. Nikdo nechápal, jak to, že neuhořeli.
Starý mlynář slibuje synovi, že až zemře, dozví se on celé tajemství. Mlynářův syn mezitím prožívá lásku k jedné dívce, kterou se mu snaží přebrat panský myslivec. Když se starý mlynář ztratí, zapálí za něj pohřební svíci. Ta když dohoří, najde syn v jejím zbytku důmyslně ukrytý dopis popisující tajnou cestu do jeskyně pod mlýnem. Mladík cestu použije a ocitne se v podlouhlé jeskyni, ve které najde velmi starou knihu s textem pro budoucí generace. Vzkaz zní jasně: Zachovat tajemství, které mlynářskou rodinu chránilo dlouhé věky od válek, moru i ohně, a zároveň hledat cestu ven. Z jeskyně vedou tři cesty: Jedna vede ku světlu, končí však na dně propasti, druhá je cesta vody, tou ale dosud nikdo neprošel, třetí je značená křížem, ale je – jak říká vzkaz v knize – zakázaná. V této třetí cestě totiž dochází k velmi nebezpečným úkazům – např. zvuky jsou natolik zesíleny, že dokáží snadno zabít.
Mezitím kaplan s regentem a panským myslivcem přijíždějí do mlýna a objevují otevřený vchod. Po chvíli na místo také dobíhá milá mladého mlynáře. Kaplan si myslí, že starý mlynář je schovaný v zakázané cestě, a proto se s regentem a vojákem do ní vydá. Mladý mlynář se je snaží varovat. Oni však začnou střílet, což vyvolá sesutí mnoha kamenů, které všechny tři usmrtí. Mladý mlynář a jeho milá se na poslední chvíli schovají a zachrání si tak životy, ale kvůli zavalení cesty zpět musejí hledat východ. Ten nakonec najdou, když projdou přes vodu.

## Obsazení
Důležité postavy

| Vítězslav Vejražka | starý mlynář         |
| Miroslav Macháček  | kaplan               |
| Čestmír Řanda      | regent               |
| Vít Olmer          | mlynářův syn         |
| Karla Chadimová    | milá mladého mlynáře |